# PNG
PNG (Portable Network Graphics) — растровий формат збереження графічної інформації, що використовує стиснення без втрат. PNG був створений для заміни формату GIF графічним форматом, який не потребує ліцензії для використання. Зазвичай файли формату PNG мають розширення .png та MIME тип — image/png.

## Історія
Причиною створення формату стало те, що 28 грудня 1994 року Unisys запатентував алгоритм стиснення даних Лемпеля–Зіва–Велча (LZW), який використовувався у форматі Graphics Interchange Format (GIF). Патент вимагав, щоби все програмне забезпечення, яке підтримує GIF, платило роялті, що викликало критику з боку користувачів Usenet. Одним із них був Томас Бутелл, який 4 січня 1995 року опублікував дискусію в групі новин Usenet «comp.graphics», де розробив план безкоштовної альтернативи для GIF. Інші учасники дискусії висували різні пропозиції, які згодом стануть частиною остаточного формату файлу. Олівер Фромм, автор популярного засобу перегляду JPEG QPEG, запропонував назву PING, яка з часом перетворилася на PNG, рекурсивну абревіатуру, яка означає «PING це не GIF» (PING is not GIF), а також розширення .png. Інші пропозиції включали алгоритм стиснення Deflate і підтримку 24-бітного кольору, який не працює у GIF.
Повна специфікація PNG була випущена за схваленням W3C 1 жовтня 1996 року, 15 січня 1997 року її було названо RFC 2083. Специфікацію було переглянуто 31 грудня 1998 року, тоді є опубліковано версію 1.1, що вирішувала технічні проблеми з корекцією гами та кольору.
Версія 1.2 випущена 11 серпня 1999 року додала фрагмент iTXt як єдину зміну специфікації, а переформатована версія 1.2 була випущена як друге видання стандарту W3C 10 листопада 2003 року.

## Застосування
Формат зберігає інформацію у стиснутому вигляді, але стиснення проводиться без втрат якості, на відміну від формату JPEG. Формат PNG спроєктований на заміну застарілого і простішого формату GIF, а також подекуди, для заміни складнішого формату TIFF (див. сайт PNG [Архівовано 16 жовтня 2004 у Wayback Machine.] або хронологічну сторінку [Архівовано 16 жовтня 2004 у Wayback Machine.]).

## Особливості
Формат PNG характеризується сильнішим рівнем стиснення для файлів з більшою кількістю кольорів ніж GIF, але різниця становить близько 5-25 %, чого недостатньо для абсолютної переваги формату, тому що маленькі картинки GIF стискає принаймні не гірше. Існує також одна особливість GIF, яку не повторює PNG — це можливість збереження множинного зображення, особливо мультиплікації. Призначення PNG — зберігати лише одне зображення. Для передачі множинних зображень використовується розширений формат MNG, опублікований у середині 1999 року, який підтримується у різних прикладних програмах.
Патент на формат GIF належить компанії «CompuServe», що обмежує можливості використання цього формату у вільному програмному забезпеченні. На додаток, у основі методу стиснення, що застосовується до графічних файлів при збереженні їх у GIF, лежить алгоритм стиснення LZW, патент на який належить компанії Unisys. Слід також зазначити, що термін дії патенту на формат GIF завершився 11 серпня 2006 року.
PNG використовує відкритий, непатентований алгоритм стиснення Deflate, вільні реалізації якого доступні в інтернеті. Цей же алгоритм використовують і багато інших програм компресії даних, на кшталт PKZIP та GNU GZIP.

## Підтримка прозорості
Проблема підтримки 24-бітної (повної) прозорості зображення формату PNG у internet-браузері Internet Explorer виробництва Microsoft вирішена компанією-виробником цього програмного продукту у сьомій його версії. Попри це, існує ряд прийомів і технік, які дозволяють вебмайстрам уникнути цієї проблеми, застосовуючи різні скрипти і функції. Всі інші сучасні браузери успішно підтримують можливості формату PNG.